# 하르키우

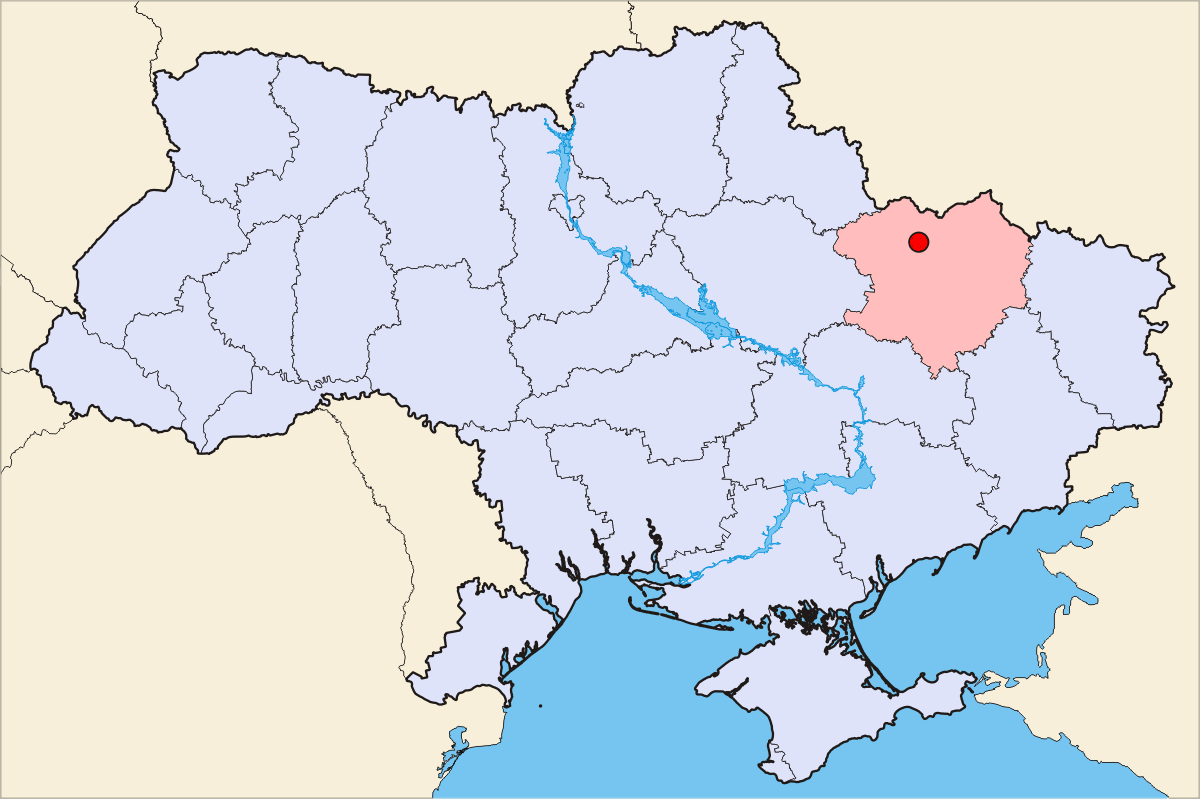
하르키우의 위치

하르키우(우크라이나어: Харків, 러시아어: Харьков 하리코프[*], 영어: Kharkiv 카르키프[*], 문화어: 하리꼬브)는 우크라이나 북동부의 도시이고 하르키우주의 주도이다. 인구는 1,430,885명(2014년 기준)으로 인구에서는 키이우에 이어 우크라이나에서 2번째로 큰 도시이다. 주민은 우크라이나인 70%, 러시아인 29%, 유대인 1%이다.
우크라이나의 공업의 중심지로 구 소비에트 연방에서는 모스크바, 레닌그라드의 뒤를 잇는 제3의 공업 도시였다. 농업기계(트랙터 등), 기관차·터빈·공작기, 광업용 기계 제조, 식료품 공업이 성하다. 1805년에 대학교가 세워진 교육의 중심지이기도 하다.
하르키우는 17세기 중반에 러시아 제국의 지배를 받으면서 건설되었다. 보통 1820년대와 1830년대에는 하르키우의 대학교를 중심으로 근대 우크라이나 민족주의가 탄생하였다고 본다. 우크라이나가 소비에트 연방에 합쳐진 1917년부터 1934년까지 우크라이나 소비에트 사회주의 공화국의 수도였다 (이 도시가 우크라이나 인민소비에트 공화국의 수도였으나 우크라이나 소비에트 공화국을 거쳐 우크라이나 소비에트 사회주의 공화국의 수도가 되었다.). 제2차 세계 대전 동안 소련군과 나치 독일군을 오가며 하르키우는 제1차 하리코프 전투 등 여러 차례 격전지로 변했다.

## 역사

### 독립
1991년 12월 1일 실시된 우크라이나 독립 국민투표에서 하르키우 주민 중 76%가 독립을 찬성하였다.
소련의 붕괴는 하르키우 중공업을 통합된 소련 시장과 공급망에 묶어두었던 유대를 붕괴시키지는 않았지만, 단절시키지도 않았고, 러시아 석유, 광물 및 가스에 대한 의존도를 줄이지도 않았다. 하르키우와 동부 우크라이나의 다른 지역에서는 서방세계의 새로운 경제 파트너 확보에 대한 제한된 전망과 새로운 국가에서 러시아어를 구사하는 사람들의 권리에 대한 우려가 결합되어 러시아 연방에 대한 이해와 협력을 강조하는 정당과 후보들의 이익을 증진시켰다. 새로운 세기에 이러한 것들은 지역당과 2006년 시의회 선거, 2007년 의회 선거 및 2010년 대통령 선거에서 하르키우가 승리한 빅토르 야누코비치의 대통령 야망으로 대표되었다.
비록 키이우와 더 서쪽에 있는 지역사회에서 목격된 수준의 항의에 도달하지 못했지만, 2012년 총선 이후 야누코비치 대통령과 그의 당에 대한 대중의 반대가 조직적인 부패와 유럽 연합과의 새로운 관계에 대한 전망을 방해한다는 비난 속에 하르키우에서 표면화되었다.

## 지리
하르키우는 하르키우강, 로판강, 우디강 유역에 위치해 있으며 우크라이나 북동부 시베르스키도네츠강 유역으로 흘러들어간다.
역사적으로, 하르키우는 우크라이나의 슬로보다우크라이나 지역에 위치해 있으며, 주요 도시로 여겨진다.
하르키우 시의 대략적인 크기는 북쪽에서 남쪽으로 24.3km, 서쪽에서 동쪽으로 25.2km이다.
하르키우의 지형을 기준으로 할 때, 도시는 조건부로 4개의 하위 구역과 4개의 상위 구역으로 나눌 수 있다.
해발 202m의 파티카트키에서 가장 높은 지점은 하르키우의 노보셀리브카로 94m이다.
하르키우는 하르키우, 로판, 우디, 네미슐랴강의 큰 계곡에 위치해 있다. 이 계곡은 북서쪽에서 남동쪽으로 러시아 중부 고원과 도네츠크 저지 사이에 위치해 있다. 모든 강은 하르키우에서 서로 연결되어 도네츠크 북부 강으로 흘러간다. 콘크리트 댐과 금속 댐의 특별한 시스템은 하르키우의 강들의 수위를 조절하기 위해 기술자들에 의해 설계되고 건설되었다.
하르키우는 매우 오래된 오크 나무들과 많은 꽃들이 있는 100년 이상의 긴 역사를 가진 많은 수의 녹색 도시 공원들을 가지고 있다. 고리키 공원, 또는 막심 고리키 문화와 오락을 위한 중앙 공원은 하르키우의 가장 큰 공공 정원이다. 그 공원은 9개의 지역 아이들, 익스트림 스포츠, 가족 오락, 중세 지역, 오락 센터, 프랑스 공원, 케이블카, 운동장, 복고 공원을 가지고 있다.

### 기후
| 하르키우의 기후                                                            | 하르키우의 기후 | 하르키우의 기후 | 하르키우의 기후 | 하르키우의 기후 | 하르키우의 기후 | 하르키우의 기후 | 하르키우의 기후 | 하르키우의 기후 | 하르키우의 기후 | 하르키우의 기후 | 하르키우의 기후 | 하르키우의 기후 | 하르키우의 기후 |
| 월                                                                         | 1월             | 2월             | 3월             | 4월             | 5월             | 6월             | 7월             | 8월             | 9월             | 10월            | 11월            | 12월            | 연간            |
| -------------------------------------------------------------------------- | --------------- | --------------- | --------------- | --------------- | --------------- | --------------- | --------------- | --------------- | --------------- | --------------- | --------------- | --------------- | --------------- |
| 역대 최고 기온 °C (°F)                                                     | 11.1 (52.0)     | 14.6 (58.3)     | 23.7 (74.7)     | 30.5 (86.9)     | 34.5 (94.1)     | 39.8 (103.6)    | 38.4 (101.1)    | 39.8 (103.6)    | 34.5 (94.1)     | 29.3 (84.7)     | 20.3 (68.5)     | 13.4 (56.1)     | 39.8 (103.6)    |
| 일평균 최고 기온 °C (°F)                                                   | −2.1 (28.2)     | −0.8 (30.6)     | 5.2 (41.4)      | 14.7 (58.5)     | 21.4 (70.5)     | 25.2 (77.4)     | 27.4 (81.3)     | 26.8 (80.2)     | 20.5 (68.9)     | 12.6 (54.7)     | 4.3 (39.7)      | −0.7 (30.7)     | 12.9 (55.2)     |
| 일일 평균 기온 °C (°F)                                                     | −4.5 (23.9)     | −3.8 (25.2)     | 1.4 (34.5)      | 9.7 (49.5)      | 16.1 (61.0)     | 20.0 (68.0)     | 22.0 (71.6)     | 21.1 (70.0)     | 15.1 (59.2)     | 8.2 (46.8)      | 1.6 (34.9)      | −2.9 (26.8)     | 8.7 (47.7)      |
| 일평균 최저 기온 °C (°F)                                                   | −6.8 (19.8)     | −6.6 (20.1)     | −1.9 (28.6)     | 4.8 (40.6)      | 10.7 (51.3)     | 14.7 (58.5)     | 16.6 (61.9)     | 15.4 (59.7)     | 10.2 (50.4)     | 4.4 (39.9)      | −0.8 (30.6)     | −5.1 (22.8)     | 4.6 (40.3)      |
| 역대 최저 기온 °C (°F)                                                     | −35.6 (−32.1)   | −29.8 (−21.6)   | −32.2 (−26.0)   | −11.4 (11.5)    | −1.9 (28.6)     | 2.2 (36.0)      | 5.7 (42.3)      | 2.2 (36.0)      | −2.9 (26.8)     | −9.1 (15.6)     | −20.9 (−5.6)    | −30.8 (−23.4)   | −35.6 (−32.1)   |
| 평균 강수량 mm (인치)                                                      | 37 (1.5)        | 33 (1.3)        | 36 (1.4)        | 32 (1.3)        | 54 (2.1)        | 58 (2.3)        | 63 (2.5)        | 39 (1.5)        | 44 (1.7)        | 44 (1.7)        | 39 (1.5)        | 40 (1.6)        | 519 (20.4)      |
| 평균 강우일수                                                              | 10              | 8               | 10              | 13              | 14              | 15              | 13              | 10              | 12              | 13              | 13              | 12              | 143             |
| 평균 강설일수                                                              | 19              | 18              | 12              | 2               | 0.1             | 0               | 0               | 0               | 0.03            | 2               | 9               | 18              | 80              |
| 평균 상대 습도 (%)                                                         | 85.6            | 83.0            | 77.3            | 65.7            | 60.9            | 65.2            | 65.3            | 62.9            | 70.2            | 77.6            | 85.7            | 86.5            | 73.8            |
| 평균 월간 일조시간                                                         | 44              | 68              | 131             | 187             | 267             | 289             | 308             | 286             | 205             | 123             | 55              | 36              | 1,999           |
| 출처 1: Pogoda.ru.net (평년값: 1991년~2020년, 극값: 1841년~현재)           |                 |                 |                 |                 |                 |                 |                 |                 |                 |                 |                 |                 |                 |
| 출처 2: 미국 해양대기청 (상대습도: 1981년~2010년, 일조시간: 1991년~2020년) |                 |                 |                 |                 |                 |                 |                 |                 |                 |                 |                 |                 |                 |

## 인구
| 연도 | 인구      |
| ---- | --------- |
| 1660 | 1,000     |
| 1788 | 10,742    |
| 1850 | 41,861    |
| 1861 | 50,301    |
| 1901 | 198,273   |
| 1916 | 352,300   |
| 1917 | 382,000   |
| 1920 | 285,000   |
| 1926 | 417,000   |
| 1939 | 833,000   |
| 1941 | 902,312   |
| 1941 | 1,400,000 |
| 1941 | 456,639   |
| 1943 | 170,000   |
| 1959 | 930,000   |
| 1962 | 1,000,000 |
| 1976 | 1,384,000 |
| 1982 | 1,500,000 |
| 1989 | 1,593,970 |
| 1999 | 1,510,200 |
| 2001 | 1,470,900 |
| 2014 | 1,430,885 |

## 경제
2016년~2020년 경제개발 전략 "하르키우 성공 전략"이 하르키우에서 창출된다. 하르키우는 금융 서비스, 제조업, 관광 및 첨단 기술을 포함한 광범위한 전문 서비스에 걸쳐 고용이 확산되는 등 서비스 경제가 다양하다.

### 국제 경제 포럼
국제 경제 포럼: 혁신. 투자. 하르키브 이니셔티브!는 매년 하르키우에서 진행되고 있다.
2015년, 국제 경제 포럼: 혁신. 투자. 하르키우 이니셔티브!에는 우크라이나에서 초국적 기업과 투자 펀드의 최고 경영진, 우크라이나 인민 대표, 국가 경제 개발 전략을 결정하는 우크라이나 중앙 정부 관리, 우크라이나 전략을 실행하는 지방 정부 관리자, 우크라이나에 대한 기술 지원 관리자, 기업 및 NGO 대표, 언론 관계자 등 17개 세계 국가의 외교단 대표가 참석했다.
국제 경제 포럼의 전체 회의 및 패널 토론의 주요 주제: 혁신. 투자. 하르키우 이니셔티브!는 지속 가능한 발전 전략 "우크라이나 – 2020"의 이행, 우크라이나 지방 정부 및 영토 조직 개혁을 위한 성과 및 추가 조치 계획, 우크라이나 수출 촉진 및 투자 유치, 민관 파트너십을 위한 새로운 기회, "전자 정부"를 만들기 위한 실질적인 조치, 하르키우주의 에너지 보존 및 석유 및 가스 산업 개발 문제, 농산물 생산 및 처리의 효과적인 시스템 구축, 국제 통합 개발, 국영 기업 민영화 준비 등이다.

## 교통
하르키우 도시는 우크라이나에서 가장 큰 교통 중심지 중 하나이며, 항공, 철도, 도로 교통으로 세계의 수많은 다른 도시들과 연결된다. 그 도시에는 약 25만 대의 자동차가 있다. 하르키우는 지하철 시스템이 있는 우크라이나의 네 도시 중 하나이다.

## 자매 도시
- 이탈리아 볼로냐 (1966)
- 미국 신시내티 (1989)
- 독일 뉘른베르크 (1990)
- 중국 톈진시 (1993)
- 불가리아 바르나 (1995)
- 프랑스 릴 (1998)
- 폴란드 포즈난 (1998)
- 러시아 모스크바 (2001)
- 리투아니아 카우나스 (2001)
- 러시아 벨고로드 (2001)
- 러시아 니즈니노브고로드 (2001)
- 러시아 상트페테르부르크 (2003)
- 중국 지난시 (2004)
- 체코 브르노 (2005)
- 조지아 쿠타이시 (2005)
- 라트비아 다우가프필스 (2006)
- 이스라엘 리숀레지온 (2008)

## 우호 도시
- 대한민국 대전광역시 (2013)